# Cubatyphlops biminiensis
Cubatyphlops biminiensis är en ormart som beskrevs av Richmond 1955. Cubatyphlops biminiensis ingår i släktet Cubatyphlops och familjen maskormar.
Denna orm förekommer på öarna Andros, New Providence, och på några mindre öar i västra Bahamas. Arten vistas i torra buskskogar och i trädgrupper. Den gräver i lövskiktet och i det översta jordlagret. Cubatyphlops biminiensis besöker ofta myr- eller termitstackar. Honor lägger ägg.
Landskapet på öarna förändrades efter turismens behov. Antagligen har Cubatyphlops biminiensis bra anpassningsförmåga. IUCN kategoriserar arten globalt som nära hotad.

## Underarter
Arten delas in i följande underarter:
- C. b. biminiensis
- C. b. epactia
- C. b. paradoxus